# Kleine Canadese gans
De kleine Canadese Gans (Branta hutchinsii) is een gans uit de familie van de Anatidae. Hij leeft in Noord-Amerika. De gedomesticeerde variant wordt ook wel Cackling gans genoemd.

## Kenmerken
Hun verenkleed is overwegend donkergekleurd. Ze lijken in feite sterk op de grote Canadese gans (Branta canadensis), maar dan wel zichtbaar kleiner.

## Leefwijze
De dieren voeden zich hoofdzakelijk met plantaardig materiaal. Met hun lange nek zijn ze in staat om watervegetatie van de bodem te plukken. Ze eten ook graag van graangewassen, vooral tijdens hun migratie in de winter (wanneer veel vogels zuidelijker trekken, tot in het noorden van Mexico). Soms nemen ze dierlijk voedsel op, zoals schaaldieren, weekdieren en insecten.

## Ondersoorten
De kleine Canadese gans heeft minstens vijf ondersoorten, waarvan één is uitgestorven.
- B. h. asiatica: Beringeiland, noordelijke Koerilen (noordoostelijk Rusland). (uitgestorven sinds 1929).
- B. h. leucopareia: Aleoeten.
- B. h. minima: westelijk Alaska.
- B. h. taverneri (Taverners Canadese gans): noordoostelijk Alaska, noordelijk Canada.
- B. h. hutchinsii (Kleinste Canadese gans): het noordelijke deel van Centraal-Canada en Groenland.

## Voorkomen in Nederland
De ondersoort B h minima is in Nederland een exoot die als broedvogel jaarrond aanwezig is.  Van de ondersoort B h hutchinsii is bewezen dat deze op eigen kracht Europa kan bereiken. Deze wordt daarom in Nederland beschouwd als een dwaalgast met 9 aanvaarde waarnemingen (tot 2021).

## Status
De totale populatie is in 2020 geschat op 4,5 miljoen volwassen vogels en aangenomen wordt dat dit aantal toeneemt.